# Ritsems kraftstation
Ritsems kraftstation är ett vattenkraftverk i Ritsem i Stora Lule älvens övre lopp i Gällivare kommun. Kraftverket har en effekt på 305 MW, och en årsproduktion på 491 GWh. Vid kraftverket överleds 40 m³/s från Sitasjaure genom en tunnel till Akkajaure. Detta är inte vattendragets normala lopp. Resultatet har blivit att flödet vid mynningen i Vietasädno har minskat med cirka 60 procent (Även den är reglerad, via Vietas kraftverk), medan vattenflödet i Stora Luleälven vid Suorvadammens utlopp har ökat med 25 procent, från 160 till cirka 200 m³/s.
Kraftstationen ägs helt av Vattenfall AB.

### Webbkällor
- ”Ritsem”. vattenkraft.info - Vattenkraften i Sverige. http://vattenkraft.info/?id=409. Läst 21 augusti 2012.
- Vattenfalls sida om Ritsems kraftstation